# Морган (епископ Дарема)
Морган (англ. Morgan; умер 1217) — незаконнорождённый сын короля Англии Генриха II Плантагенета и валлийской аристократки Несты. Воспитывался в семье мужа матери, Ральфа III Блота. В 1213 году при содействии своего единокровного брата, короля Иоанна Безземельного, был избран епископом Дарема, однако папа Иннокентий III, конфликтовавший с английским королём, отказался утвердить избрание по причине незаконнорождённости кандидата. При этом он предложил Моргану утвердить его епископом, если тот поклянётся, что является не сыном Генриха II, а Ральфа Блота, мужа его матери, однако кандидат отказался это сделать, посчитав, что королевская кровь важнее епископства.

## Биография
Морган был незаконнорождённым сыном Генриха II Плантагенета (1133—1189), короля Англии с 1154 года, основателя династии Плантагенетов. Его матерью была Неста (умерла в 1224/1225) — валлийская аристократка, дочь Йорверта ап Оуайна, барона Карлеона, и Ангарады, дочери Утреда, епископа Лландаффа. Из источников неизвестно, когда у родителей Моргана был роман, результатом которого стало его рождения. Даремские анналы указывают, что он произошёл уже после того, как Неста вышла замуж за Ральфа III Блота (умер в 1199) — самого могущественного арендатора онора Стригила, соседа её отца по владениям в Гвенте. Историк Дэвид Крауч считает, что роман короля мог произойти либо в 1172, либо в 1175 году. По мнению британского историка Криса Гивен-Уилсона, Морган родился уже в конце правления Генриха II: как считает историк, при получении бенефиция в 1201 году тот не должен был быть старше 20 лет.
Вероятно, Морган воспитывался в семье Блотов вместе детьми, которых его мать родила в браке, поскольку позже ему представилась возможность заявить, что он является законнорождённым сыном Ральфа Блота. В 1201 году он был назначен пробстом в Беверли.
В 1213 году король Иоанн Безземельный назначил своего единокровного брата Моргана епископом Дарема. Об этом упоминается в «Истории Даремской церкви», написанной в начале XIV века Робертом де Грейстонсом. Однако папа римский Иннокентий III, конфликтовавший с английским королём до тех пор, пока тот не принёс клятву покорности, отменил назначение по причине незаконнорождённости кандидата. Для утверждения Морган ездил в Рим, но точно неизвестно, когда именно он был с визитом в курии. Как отмечает Гивен-Уилсон, Иннокентий III, скорее всего, пожалел кандидата, проделавшего такой длительный путь за папским благословением и неожиданно получил отказ. Он отозвал Моргана в сторону и сообщил, что если тот поклянётся, что является сыном Нест не от короля Генриха II, а от её мужа Ральфа Блота, он с готовностью утвердит его на должности епископа. Это предложение поставило кандидата в сложное положение: чтобы стать епископом, ему нужно было отказаться от признания королевским сыном. Морган удалился, чтобы посоветоваться с другом, который порекомендовал ему не отрекаться от королевской крови, поскольку она является более ценным даром, чем епископство. В итоге тот последовал совету: вернувшись к папе, он сказал, что немыслимо отречься от своего отца-короля. Взамен папа предложил Моргану в качестве замены любой другой бенефиций на выбор, но тот всё равно вернулся в Англию разочарованным.
Гивен-Уилсон указывает, что Морган, несомненно, считал несправедливым тот факт, что ему отказали в утверждении епископом, поскольку за 40 лет до этого другой папа, Александр III, в подобной ситуации легитимизировал другого сына Генриха II, Джеффри, благодаря чему тот стал епископом Линкольна. Единственным утешением стал тот факт, что королевское происхождение Моргана теперь было официально признано.
Морган оставил свои церковные должности в 1216 или 1217 году и вскоре после этого умер.